# ستايتسبورو
ستايتسبورو (بالإنجليزية: Statesboro, Georgia)‏ هي مدينة تقع في مقاطعة بولوك، جورجيا بولاية جورجيا في الولايات المتحدة. تبلغ مساحة هذه المدينة 35.9 (كم²)، وترتفع عن سطح البحر 77 م، بلغ عدد سكانها 28422 نسمة في عام 2010 حسب إحصاء مكتب تعداد الولايات المتحدة.

## أعلام
- كوريتا براون
- براندون والاس
- رشاد رايت
- إيرل إدواردز
- نيت هيرش
- روبرت لي مور
- بوب تشانس

## وصلات خارجية
- www.statesboroga.gov
- Cities & Counties - Georgia.gov